# 야와라촌 (이바라키현)
야와라촌(谷和原村)은 이바라키현 남부에 있던 쓰쿠바군에 속했던 촌이다. 2006년 3월 27일에 야와라촌은 이나정과 합병해 쓰쿠바미라이시가 되었다

## 역사
- 1889년 4월 1일 - 시정촌 제도 시행으로 쓰쿠바군 야하라촌, 주와촌, 후쿠오카촌. 기타소마군 가시마촌 나가사키촌이 성립하였다.
- 1938년 4월 17일  - 가시마촌, 나가사키촌이 합병해 야하라촌이 성립하였다.
- 1955년 3월 21일 - 야하라촌, 주와촌, 후쿠오카촌과 합병해, 야와라촌이 성립하였다.
- 2006년 3월 27일 - 쓰쿠바군 이나정과 합병해 쓰쿠바미라이시가 시로 승격해 성립하였다.

## 교통

### 철도
- 수도권 신도시 철도 쓰쿠바 익스프레스
- 간토 철도 조소 선

### 도로
- 국도 제294호선
- 국도 제354호선